# Хошиарпур
Хошиарпур (англ. Hoshiarpur, в.-пандж. ਹੁਸ਼ਿਆਰਪੁਰ) — город в северо-восточной части индийского штата Пенджаб. Административный центр округа Хошиарпур.

## География
Расположен к северу от города Лудхиана и к юго-востоку от Амритсара, на высоте 295 м над уровнем моря. Город находится в предгорьях горного хребта Сивалик, который по своей сути является предгорьями Гималаев. Ввиду холмистого рельефа, Хошиапур отличается довольно мягким климатом. Годовая норма осадков составляет около 1125 мм; более 75 % от этого числа выпадает в период с июля по сентябрь. Зимой иногда случаются заморозки, которые приносят серьёзный ущерб местных фруктовым культурам.

## Население
Население по данным на 2001 год составляет 148 243 человека (78 946 мужчин и 69 297 женщин). По данным на 2011 год население города составляет 168 443 человека (88 290 мужчин и 80 153 женщины). Уровень грамотности населения — 89,1 %.
| 1991    | 2001    | 2011    | 2012    |
| ------- | ------- | ------- | ------- |
| 122 705 | 149 668 | 168 443 | 175 217 |

Источник: